# سيرجيو ألماغير تريفينو
سيرجيو ألماغير تريفينو (بالإسبانية: Sergio Almaguer)‏ (16 مايو 1969 بمونتيري في المكسيك - ) هو مدرب كرة قدم ولاعب كرة قدم مكسيكي في مركز الدفاع. شارك مع منتخب المكسيك لكرة القدم. أما مع النوادي، فقد لعب مع تايجرز أونال وغلطة سراي وكروز آزول ونادي بويبلا ونادي تشياباس ونادي نيكاكسا ونادي كوريكامينوس ‏ وÁngeles de Puebla ‏ ونادي كيريتارو.

## وصلات خارجية
- سيرجيو ألماغير تريفينو على موقع الاتحاد الدولي (مؤرشف)  (الإنجليزية)
- سيرجيو ألماغير تريفينو على موقع اتحاد تركيا (لاعب) (الإنجليزية)
- سيرجيو ألماغير تريفينو على موقع قاعدة بيانات كرة القدم.إي يو (الإنجليزية)
- سيرجيو ألماغير تريفينو على موقع ناشيونال فوتبول تيمز (الإنجليزية)